# St. Marien (Bahrendorf)

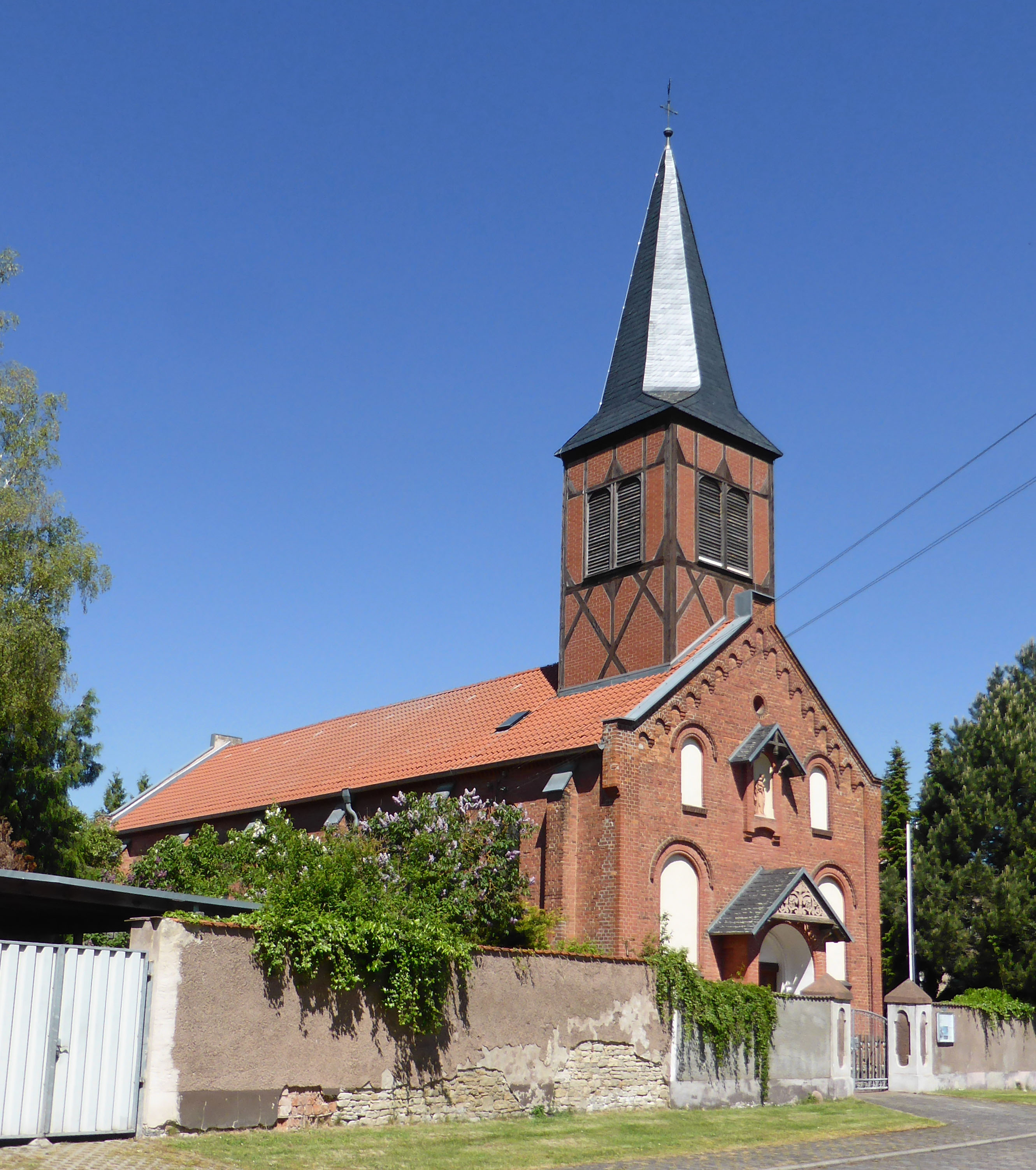
Sankt-Marien-Kirche

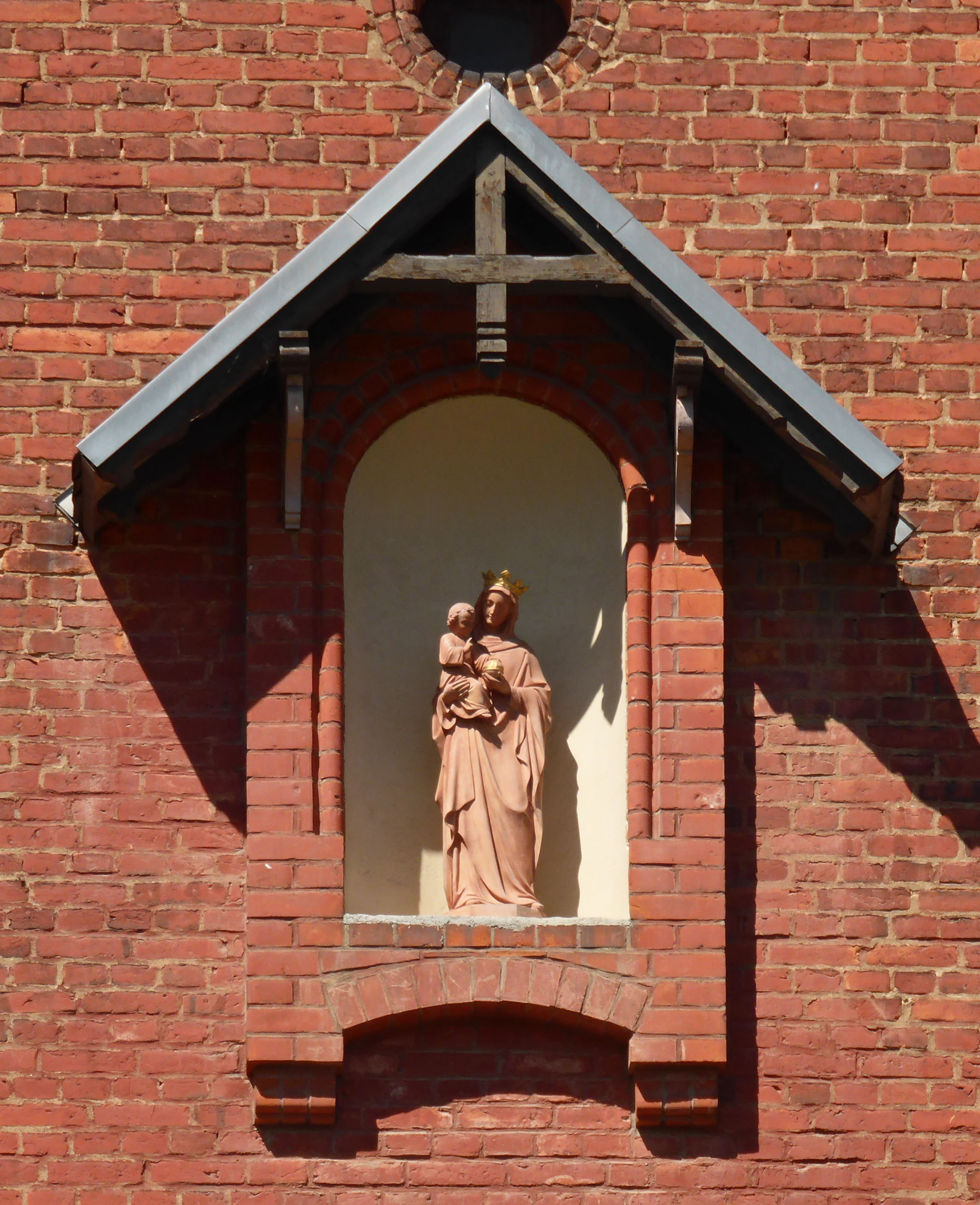
Marienstatue über dem Eingangsportal

Die Sankt-Marien-Kirche ist die katholische Kirche im Ortsteil Bahrendorf der Gemeinde Sülzetal, im Landkreis Börde in Sachsen-Anhalt.

## Lage
Sie liegt im Ortszentrum von Bahrendorf an der Adresse Kleine Schulstraße 2 etwas nördlich des Schlosses Bahrendorf und gehört zur Pfarrei Sankt Bonifatius im Dekanat Egeln des Bistums Magdeburg.

## Architektur und Geschichte
Bahrendorf gehörte zunächst zum Bistum Halberstadt, nach der Gründung des Erzbistums Magdeburg von 968 an zu diesem. Vermutlich wurde die Reformation in Bahrendorf zeitgleich mit der Reformation im Kloster Berge im Jahr 1565 eingeführt, da Bahrendorf zum Kloster Berge gehörte.
Nachdem im Zuge der industriellen Ansiedlung im 19. Jahrhundert viele Arbeiter aus dem katholischen Eichsfeld nach Bahrendorf gezogen waren, wurden diese zunächst von Seelsorgern aus Egeln betreut. Bereits 1867 hatte Bischof Konrad Martin aus dem Bistum Paderborn, zu dem Bahrendorf damals gehörte, Bernhard Tewes als Missionsvikar nach Bahrendorf gesandt, mit dem in Bahrendorf eine katholische Kirchengemeinde gegründet wurde. In der Jordanschen Arbeiterkaserne wurde nun ein Raum im Dachgeschoss angemietet und zu einer Kapelle ausgebaut.
1870 wurde ein Hausgrundstück angekauft, auf dem die St.-Marien-Kirche errichtet wurde. Im Haus wurden das Schulzimmer sowie Wohnungen für den Geistlichen und den Lehrer eingerichtet. Da die Kapelle inzwischen viel zu klein geworden war, erfolgte am 28. August 1876 die Grundsteinlegung für die Kirche, die bereits am 8. Dezember des gleichen Jahres ihre Benediktion erhielt. Die Kirche war als schlichter Ziegelbau in neuromanischen Formen errichtet worden und der Heiligen Maria (Mutter Jesu) unter dem Patrozinium Mariä Empfängnis geweiht. Das Kirchenschiff ist langgestreckt und hat an seiner Westseite eine fünfseitig abgeschlossene Apsis. Auf dem östlichen Ende befindet sich ein mit quadratischem Grundriss angelegter Fachwerkturm.
Das Eingangsportal befindet sich auf der Ostseite, über ihm zeigt eine Statue Maria mit dem Jesuskind. Das Kirchenschiff wird im Inneren von einer flachen Decke überspannt. Die Fenster des Schiffs sind als große Rundbogenfenster ausgeführt. Die nach innen halbrund ausgeführten Fenster der Apsis sind jetzt vermauert.
Im Jahr 1908 wurde die Kirche vergrößert, in den 1960er Jahren erfolgten Umbauten.
Im örtlichen Denkmalverzeichnis ist die Kirche unter der Erfassungsnummer 094 80865 als Baudenkmal eingetragen.
1948 wurde die Missionsvikarie Bahrendorf zur Pfarrvikarie erhoben, zur Errichtung einer Pfarrei kam es in Bahrendorf nicht. Zum 1. Dezember 2007 hat das Bistum Magdeburg einen Gemeindeverbund errichtet, der aus den Pfarreien St. Bonifatius in Wanzleben und St. Andreas in Meyendorf sowie den Pfarrvikarien St. Marien in Bahrendorf und St. Mauritius in Langenweddingen bestand. Damals gehörten zur Pfarrvikarie Bahrendorf rund 315 Katholiken. Aus diesem Gemeindeverbund entstand am 2. Mai 2010 die heutige Pfarrei St. Bonifatius Wanzleben.